# Braule de Saragosse
Braule de Saragosse ou saint Braule,  Braulio ou Brolion, né vers 590 et mort en 651, est un évêque de Saragosse d'époque wisigothique à partir de 631. 

## Biographie
Écrivain érudit, il fut l'élève et l'ami d'Isidore de Séville, et acheva le Traité des Étymologies ou Origines de ce savant évêque.  
On lui doit en outre un Éloge de Saint Isidore et plusieurs Vies de Saints. Quarante-quatre lettres de son épistolaire sont conservées. Elles fournissent, entre autres, une vaste documentation sur la culture de son époque et décrivent ses liens avec le Saint-Siège, ainsi qu'avec les rois wisigoths Chindaswinthe et Réceswinthe. Les Actes des martyrs de Saragosse lui sont également attribués.
Réputé excellent conseiller dans les questions doctrinales et pastorales les plus variées. Les évêques d'Espagne lui confièrent les relations épiscopales avec le pape Honorius Ier à Rome. 
Il joua un rôle important lors des conciles de Tolède, 4e (633), 5e (636) et 6e (638), et lutta contre l'arianisme. 
Vers la fin de sa vie, il devint aveugle.  
Canonisé, sa fête est le 18 mars, et encore assez largement le 26 mars  en Espagne selon son inscription au Martyrologe romain.

## Sources
Cet article comprend des extraits du Dictionnaire Bouillet. Il est possible de supprimer cette indication, si le texte reflète le savoir actuel sur ce thème, si les sources sont citées, s'il satisfait aux exigences linguistiques actuelles et s'il ne contient pas de propos qui vont à l'encontre des règles de neutralité de Wikipédia.